# Obernberg am Brenner
Obernberg am Brenner je obec v Rakousku ve spolkové zemi Tyrolsko v okrese Innsbruck-venkov. V obci žije 378 obyvatel.

## Poloha
Obernberg leží ve stejnojmenném údolí, které odbočuje z údolí Wipptal u obce Gries am Brenner. Čelo údolí je tvořeno mohutným pohořím Schwarze Wand a vápencovými vrcholy Obernberger Tribulaun (2780 m n. m.), které kontrastují s primárním skalním terénem pod ním.
Obcí protéká řeka Obernberger Seebach. Oblíbeným cílem výletů je jezero Obernberger See v nadmořské výšce 1593 m obklopené smrkovými lesy.
Rozloha obce je 38,66 km². Z toho sedm procent tvoří zemědělská půda, 43 % vysokohorské pastviny a 33 % lesy.

### Části obce
Obec se skládá ze sedmi vesnic:
- Leite,
- Aussertal,
- Innertal,
- Gereit,
- Eben,
- Frade,
- Obernberger See.

### Sousední obce
|         | Trins   |                  |
| Brenner |         | Gries am Brenner |
|         | Brenner |                  |

## Historie
V době bronzové byla oblast využívána jako Alm (vysokohorská pastvina). V 15. století př. n. l. se zde římští dobyvatelé setkali s prosperujícím hornictvím, které v 16. století zaniklo.
První písemná zmínka o obci je z roku 1305 uváděna „in montem Vinaders“ a v roce 1320 „in superiori monte Vinaders“. Údolí Obernberg bylo osídleno již ve vrcholném středověku jednotlivými statky (Schwaighöfe) a pokračovalo až do 20. století.
Obernberg byl oblíbeným cílem loveckých výprav císaře Maxmiliána I.